# An Dương, Hà Nam
An Dương (giản thể: 安阳; phồn thể: 安陽; bính âm: Ānyáng) là một địa cấp thị ở tỉnh Hà Nam, Cộng hòa Nhân dân Trung Hoa. Là thành phố cực bắc của Hà Nam, An Dương giáp Bộc Dương về phía đông, Hạc Bích và Tân Hương về phía nam, và các tỉnh Sơn Tây và Hà Bắc lần lượt về phía tây và bắc.

## Hành chính
Địa cấp thị An Dương có 4 quận nội thành, 1 thành phố cấp huyện và 4 huyện.
- Khu Bắc Quan (北关区)
- Khu Văn Phong (文峰区)
- Khu Ân Đô (殷都区)
- Khu Long An (龙安区)
- Thành phố cấp huyện Lâm Châu (林州市)
- Huyện An Dương (安阳县)
- Huyện Thang Âm (汤阴县)
- Huyện Hoạt (滑县)
- Huyện Nội Hoàng (内黄县)